# Strategic Arms Limitation Treaty (I)

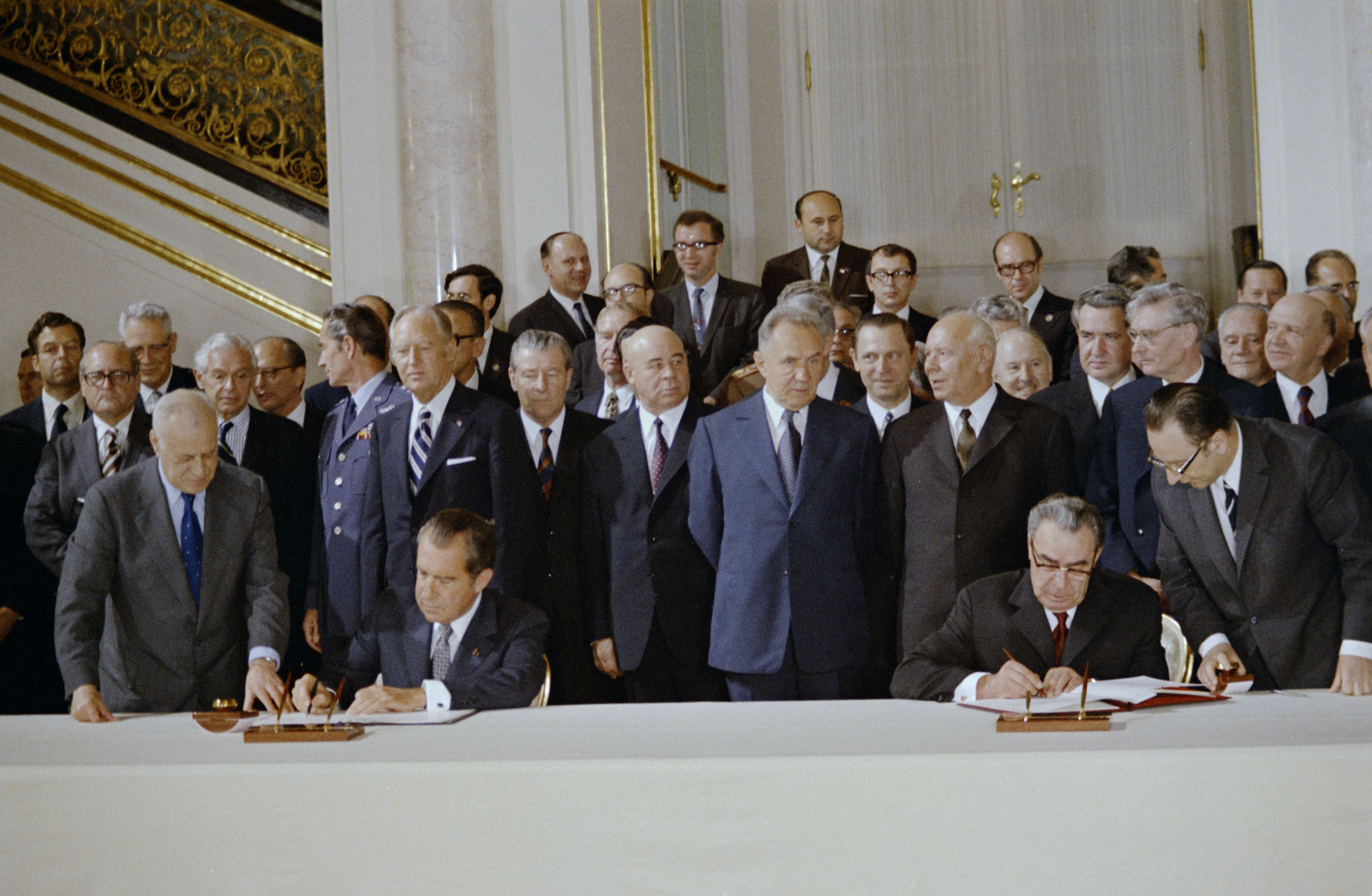
Nixon i Breżniew podpisują dokument, Moskwa 1972

Strategic Arms Limitation Treaty (SALT I) – pierwszy z układów o ograniczeniu zbrojeń strategicznych podpisany 26 maja 1972 roku między USA, a ZSRR podczas wizyty prezydenta USA Richarda Nixona w Moskwie. Podpisanie dokumentu poprzedziły dwustronne rokowania w latach 1969–1972.
Układ ten stanowił element dialogu amerykańsko-radzieckiego podczas zimnej wojny. Dotyczył redukcji systemów obrony przeciwrakietowej – ograniczono liczbę wyrzutni rakietowych do stu, a do sześciu liczbę stacji radiolokacyjnych. Układ wszedł w życie 3 października 1972 r. SALT I był przełomem w stosunkach USA – ZSRR. W rzeczywistości układ ten stał się porażką USA, ponieważ naruszył równowagę strategiczną na korzyść ZSRR. Późniejszy marszałek Nikołaj Ogarkow przekonał Amerykanów, że nowy radziecki pocisk UR-100 (SS-11) jest bronią defensywną i jako taki nie podlega reżimowi tego traktatu (co mijało się z prawdą).

## Geneza
Dialog radziecko-amerykański objął przede wszystkim kwestie wojskowe. Obie strony miały bowiem świadomość, że żywiołowy wyścig zbrojeń jądrowych wykracza poza próg racjonalności użycia nagromadzonych arsenałów, ale nie wyklucza wybuchu straszliwej wojny i staje się coraz bardziej uciążliwy ekonomicznie. „Równowaga strachu” stawała się coraz droższa i bardziej ryzykowna. Szybko zmieniająca się liczba i jakość bomb jądrowych, rakiet, okrętów podwodnych i systemów antyrakietowych nie dawała pewności żadnej ze stron. Nie było możliwości wzajemnego kontrolowania zapasów jądrowych bomb i głowic, można było jednak kontrolować środki ich przenoszenia.